# Cơ quan Mật vụ Hoa Kỳ
Cơ quan Mật vụ Hoa Kỳ hay Sở Mật vụ Hoa Kỳ (tiếng Anh: United States Secret Service, viết tắt: USSS) là cơ quan thực thi pháp luật liên bang của Hoa Kỳ và trực thuộc Bộ An ninh Nội địa. Các nhân viên tuyên thệ của Cơ quan gồm các đặc vụ và đơn vị tác chiến. Cơ quan này trước kia là một bộ phận của Bộ Ngân khố cho đến ngày 1 tháng 3 năm 2003.
Cơ quan Mật vụ Hoa Kỳ có hai nhiệm vụ chính ở hai bộ khác nhau:
- Nhiệm vụ ở Ngân khố, cơ quan có trách nhiệm ngăn chặn và điều tra việc làm giả tiền tệ, trái phiếu và các gian lận thương mại gây phương hại đến kinh tế Hoa Kỳ.[4]
- Nhiệm vụ An ninh, cơ quan có trách nhiệm bảo đảm an toàn cho các lãnh đạo đương nhiệm và hết nhiệm kỳ cùng gia đình họ như Tổng thống, Phó Tổng thống, ứng viên Tổng thống, tòa đại sứ các nước (tùy vào thỏa thuận với Cục An ninh Ngoại giao, Phòng Phái bộ Nước ngoài, v.v... trực thuộc Bộ Ngoại giao).[5]

## Lịch sử phát triển

### Những năm đầu
Khi nhận được báo cáo rằng khoảng một phần ba lượng tiền trong lưu thông là tiền giả, Tổng thống Abraham Lincoln đã ký sắc lệnh thành lập Cơ quan Mật vụ vào ngày 14 tháng 4 năm 1865 và ủy nhiệm cơ quan thành "Đơn vị Mật vụ" trực thuộc Bộ Ngân khố vào ngày 5 tháng 7 năm 1865 để ngăn chặn việc làm tiền giả. Giấy tờ pháp lý của cơ quan được Abraham Lincoln ký và để trên bàn làm việc của ông ngay cái đêm ông bị ám sát. Tại thời điểm đó, chỉ có Cục Cảnh sát Hoa Kỳ là cơ quan liên bang đủ chức năng để tham gia công việc, nhưng Cục lại không đủ nhân lực để hỗ trợ điều tra tất cả mọi vụ việc, do đó Mật vụ được giao nhiệm vụ điều tra mọi thứ từ án mạng cho đến cướp nhà băng và đánh bạc trái phép. Sau vụ ám sát Tổng thống William McKinley năm 1901, Quốc hội đã phê chuẩn giao quyền bảo vệ Tổng thống cho Cơ quan Mật vụ. Một năm sau đó, Cơ quan Mật vụ nhận trách nhiệm toàn thời gian bảo vệ Tổng thống. Đặc vụ William Craig là nhân viên đầu tiên của Cơ quan hi sinh khi làm nhiệm vụ trong lúc bảo vệ Tổng thống khỏi tai nạn đường bộ năm 1902.
Mật vụ là cơ quan đầu tiên thực hiện nhiệm vụ tình báo nội địa và ngăn chặn tình báo nước ngoài. Việc thu thập thông tin tình báo nội địa và chống tình báo nước ngoài đã được bàn giao cho Cục Điều tra Liên bang (FBI) sau khi cục này được thành lập năm 1908. Mật vụ cũng hỗ trợ trong vụ bắt giữ các lãnh đạo Nhật và người Mỹ gốc Nhật trong suốt Chiến tranh thế giới lần thứ hai. Cơ quan Mật vụ Hoa Kỳ không nằm trong nhóm Các cơ quan tình báo Hoa Kỳ.

### Âm mưu ám sát Truman
Năm 1950, Tổng thống Harry S. Truman đang ở tạm nhà khách đối diện với Nhà Trắng trong khi Nhà Trắng đang được tu sửa lại. Hai người gốc Puerto Rico là Oscar Collazo và Griselio Torresola đang tiến gần đến nhà khách để ám sát Truman. Cả hai nã súng vào binh nhì Leslie Coffelt và một sĩ quan cảnh sát Nhà Trắng khác bằng khẩu Walther P38. Tuy đã bị bắn trọng thương vào ngực và bụng, nhưng binh nhì Coffelt vẫn bắn trả lại và giết chết được Torresola. Coffelt là nhân viên đầu tiên của Cơ quan Mật vụ hi sinh khi bảo vệ Tổng thống trước âm mưu ám sát (đặc vụ Tim McCarthy sau này đã đỡ đạn cho Tổng thống Ronald Reagan năm 1981). Collazo bị bắn nhưng sống sót và lãnh án tù 29 năm trước khi quay về Puerto Rico năm 1979.

### Giai đoạn từ thập niên 1960 đến 1990
Sau khi ứng viên Tổng thống Robert F. Kennedy bị ám sát năm 1963, Quốc hội đã thông qua quyết định cho phép Mật vụ bảo vệ các ứng viên và người được đề cử vào chức vụ Tổng thống và Phó Tổng thống. Từ năm 1965 đến năm 1968, Quốc hội tiếp tục thông qua quyết định bảo vệ vợ (chưa tái hôn) của các Tổng thống đã qua đời và con của các cựu Tổng thống cho đến năm 16 tuổi.
Năm 1994 Quốc hội thông qua một dự luật, theo đó tất cả các Tổng thống tiếp nhận nhiệm kỳ sau 1 tháng 1 năm 1997 sẽ được Mật vụ bảo vệ trong 10 năm sau khi miễn nhiệm. Các Tổng thống trước đó vẫn được bảo vệ trọn đời (Treasury Department Appropriations Act, 1995: Pub.L. 103–329).

### Thay đổi vai trò

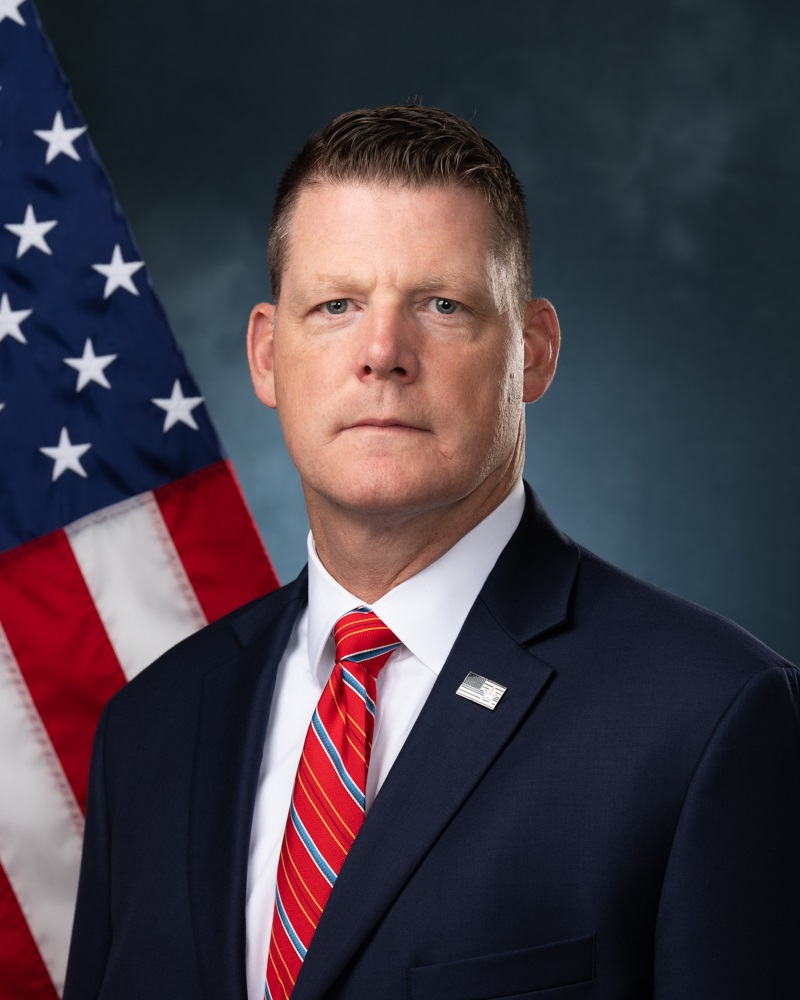
Quyền Giám đốc Cơ quan Mật vụ Ronald L. Rowe, Jr.

Đơn vị Bảo vệ Tổng thống của Cơ quan Mật vụ có trách nhiệm bảo đảm an ninh cho Tổng thống Hợp chúng quốc Hoa Kỳ và gia đình ông. Đơn vị này làm việc với các cơ quan liên bang, bang, địa phương khác và quân đội để đảm bảo an toàn cho Tổng thống khi ông du hành trên Không Lực Một, Trực thăng Một và lập đoàn hộ tống khi Tổng thống dùng chiếc limousine.
Mặc dù nhiệm vụ bảo vệ là công việc thường thấy của Mật vụ, nhưng bên cạnh đó họ lại đảm đương một công việc khác không hề liên quan đến nhiệm vụ kia đó là chống giả mạo và gian lận trong tiền tệ. Mật vụ có trách nhiệm điều tra việc giả mạo séc, tiền tệ tương đương (như séc của khách du lịch và thu ngân), giả mạo điện tín và giả mạo thẻ tín dụng. Việc đảm nhận một lúc hai nhiệm vụ là do công việc bảo vệ Tổng thống thật sự cần thiết trong đầu thế kỷ 20 nhưng lại có quá ít cơ quan liên bang đủ khả năng và nguồn lực để đảm nhận. FBI, IRS (Sở Thuế vụ), ATF (Cục phòng chống Rượu, Thuốc lá, Súng đạn và Thuốc nổ), ICE (Cục Quản lý xuất nhập cảnh và bảo vệ biên giới) và DEA (Cơ quan bài trừ ma túy) vẫn chưa ra đời, chỉ còn Cục Cảnh sát Hoa Kỳ là sự lựa chọn hợp lý trong thời điểm đó nhưng chỉ đảm bảo được một phần nào đó. Do đó việc đảm nhận trọng trách này được giao lại cho Mật vụ để đảm bảo an ninh tối đa cho Tổng thống bởi một cơ quan chủ quản duy nhất.
Năm 2010, theo thống kê Cơ quan có 6.500 nhân viên: 3.200 đặc vụ, 1.300 sĩ quan Sắc phục và 2.000 nhân viên kỹ thuật và hành chính. Các đặc vụ nằm trong đội bảo vệ, đội đặc nhiệm và thỉnh thoảng tham gia điều tra tội phạm liên quan đến tài chính và an ninh nội địa.
Đơn vị Sắc phục tương tự như lực lượng Cảnh sát Thủ đô, có trách nhiệm bảo vệ khu vực Nhà Trắng và khu công sứ quanh Washington, D.C. Đơn vị Sắc phục được tách ra từ lực lượng Cảnh sát Nhà Trắng và được sáp nhập vào Cơ quan Mật vụ năm 1930. Tên gọi Đơn vị Sắc phục được đặt vào năm 1977.
Cơ quan Mật vụ cùng hợp tác với FBI để chống lại tội phạm tin học. Cơ quan còn thiết lập 24 Lực lượng đặc nhiệm chống tội phạm điện tử trên khắp nước Mỹ. Lực lượng này sẽ phối hợp giữa Cục với các cơ quan thực thi pháp luật liên bang/tiểu bang, khu vực tư nhân và học viện để chống lại tội phạm công nghệ cao.
Tổng thống Bill Clinton ký Sắc lệnh trực tiếp từ Tổng thống số 62 thiết lập An ninh các sự kiện đặc biệt của quốc gia và chỉ định Mật vụ chịu trách nhiệm cho những sự kiện được giao.
Kể từ năm 2003, Cơ quan Mật vụ được chuyển từ Bộ Ngân khố sang Bộ mới thành lập là Bộ An ninh Nội địa.

### Vụ tấn công khủng bố ngày 11 tháng 9 năm 2001
Văn phòng thường trực của Cơ quan nằm tại số 7 Trung tâm Thương mại Thế giới tại thành phố New York ngay lập tức có mặt tại hiện trường sau đợt khủng bố. Các nhân viên và đặc vụ của cơ quan, trong đó có 67 đặc vụ đã hỗ trợ cứu hộ và sơ tán mọi người khỏi khu vực tháp đôi. Sĩ quan đặc nhiệm Craig Miller của Cơ quan Mật vụ, đã hi sinh trong nỗ lực cứu hộ. Tháng 8 năm 2002, Giám đốc Brian L. Stafford đã trao huy chương ‘’Valor Award’’ cho các nhân viên đã nỗ lực tham gia cứu hộ.

## Vai trò

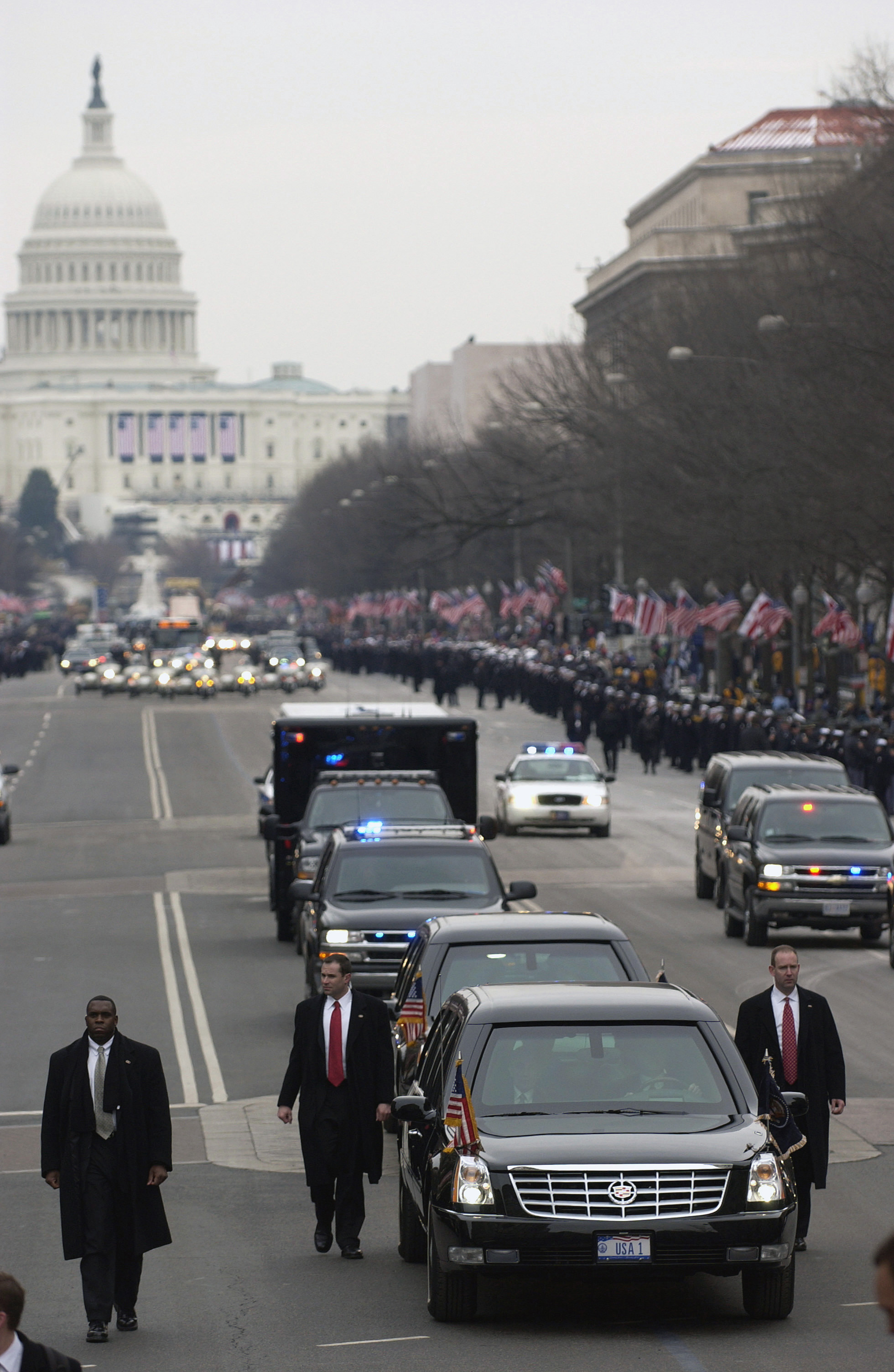
Nhân viên Mật vụ tuần hành cùng đoàn xe Tổng thống

Ngày nay vai trò trọng yếu của cơ quan là thực hiện giám sát và bảo đảm cho hệ thống tài chính – tiền tệ của toàn Hoa Kỳ. Các công việc mà cơ quan thường điều tra là gian lận trong thể chế tài chính, giả mạo điện tín và thư tín điện tử, giấy tờ nhận diện giả, thiết bị truy cập giả mạo, phí tạm ứng giả mạo, rửa tiền và chuyển quỹ trái phép qua công nghệ điện tử. Sau sự cố ám sát Tổng thống William McKinley, Mật vụ được giao thêm nhiệm vụ bảo vệ Tổng thống Hoa Kỳ và cho đến ngày nay đây là nhiệm vụ quan trọng nhất của Cơ quan Mật vụ Hoa Kỳ.
Ngày nay, Cơ quan Mật vụ Hoa Kỳ được ủy nhiệm để bảo vệ:
- Tổng thống, Phó Tổng thống, Ứng viên Tổng thống được chọn và ứng viên Phó Tổng thống được chọn.
- Gia đình riêng của các cá nhân trên.
- Quyền bảo vệ trọn đời danh cho Cựu Tổng thống và hôn thê của họ (dành cho cựu Tổng thống miễn nhiệm trước năm 1997). Riêng hôn thê của họ sẽ được bảo vệ cho đến khi li dị hoặc tái hôn với người khác.
- Hôn thê của cựu Tổng thống chết trong nhiệm kỳ hoặc chết trong vòng 1 năm sau khi miễn nhiệm (Bộ trưởng Bộ An ninh Nội địa có quyền gia tăng thời gian này lên).
- Con của nguyên Tổng thống cho đến 16 tuổi hoặc trong vòng 10 năm sau nhiệm sở, tùy vào cái nào tới trước.
- Nguyên Phó Tổng thống, hôn thê và con của ông cho đến tuổi 16 và không quá 6 tháng sau khi miễn nhiệm.
- Các nguyên thủ quốc gia và chính phủ và hôn thê của họ đang có chuyến thăm và làm việc tại Hoa Kỳ và các vị khách danh dự khác, ngoài ra Mật vụ còn tham gia bảo vệ các đặc sứ ngoại gia chính thức của Hoa Kỳ trong công tác ở nước ngoài mà Tổng thống nhận thấy có tầm quan trọng và cần được bảo vệ thêm ngoài lực lượng của ‘’Cục An ninh Ngoại giao’’.
- Các ứng viên quan trọng cho chức vụ Tổng thống và Phó Tổng thống.
- Hôn thê (hôn phu) của các ứng viên quan trọng cho hai chức vụ (tối đa 120 ngày kể từ ngày bắt đầu cuộc tổng tuyển cử).
- Những cá nhân khác được đích thân Tổng thống ra lệnh bổ nhiệm.
- Bảo đảm an ninh cho các sự kiện đặc biệt của quốc gia do Bộ trưởng Bộ An ninh Nội địa ủy nhiệm.

Tất cả các cá nhân trên đều có quyền từ chối sự bảo vệ của Mật vụ chỉ trừ Tổng thống, Phó Tổng thống, ứng viên đặc cử Tổng thống và Phó Tổng thống.
Khi Hillary Clinton trở thành Bộ trưởng Bộ Ngoại giao năm 2009, Mật vụ vẫn tiếp tục bảo vệ bà, tuy nhiên Cục An ninh Ngoại giao đảm nhận hầu hết mọi công việc kể cả công tác ở nước ngoài.

## Đơn vị Sắc phục
Đơn vị Sắc phục của Cơ quan Mật vụ Hoa Kỳ có nhiệm vụ hỗ trợ công tác bảo vệ. Thành lập vào năm 1922 với tên gọi lực lượng Cảnh sát Nhà Trắng, đơn vị được sáp nhập vào Cơ quan Mật vụ vào năm 1930. Với hơn 1,300 sĩ quan cảnh sát(số liệu 2010), Đơn vị Sắc phục có trách nhiệm bảo đảm an ninh tại khu phức hợp của Nhà Trắng; nơi cư trú của Phó Tổng thống; Bộ Ngân khố (một phần của khu phức hợp Nhà Trắng) và khu vực công sự ngoại giao ở thủ đô Washington, D.C. Các sĩ quan thuộc Đơn vị Sắc phục thường xuyên tuần tra bằng xe đạp, đi bộ, xe mô tô và xe ô tô để thực hiện nhiệm vụ an ninh của mình.
Các sĩ quan thuộc Đơn vị Sắc phục còn có trách nhiệm hỗ trợ thêm cho các nhiệm vụ bảo vệ của Cơ quan Mật vụ bằng các chương trình hỗ trợ đặc biệt như sau:
Đơn vị Hỗ trợ chống Bắn tỉa (The Countersniper Support Unit (CS)): Thành lập năm 1971, mục đích của đơn vị là cung cấp hỗ trợ bảo vệ đặc nhiệm để chống những mối nguy hiểm tầm xa đối với những người đang được bảo vệ. Ngày nay đơn vị là một trong những nhân tố của Đơn vị Bảo vệ Tổng thống.
Đơn vị Khuyển Tìm kiếm Chất nổ (The Canine Explosives Detection Unit (K-9)): Thiết lập vào năm 1976, nhiệm vụ của đơn vị K-9 là hỗ trợ tìm kiếm và phát hiện chất nổ nhằm để bảo đảm an toàn cho người được bảo vệ của Cơ quan Mật vụ.
Đội Phản ứng Nhanh (The Emergency Response Team (ERT)): thành lập năm 1992, nhiệm vụ chủ yếu của đội là cung cấp phản ứng chiến lược cho những tình huống xâm phạm bất hợp pháp và các mối thách thức đối với công tác bảo vệ Nhà Trắng và các vùng lân cận. Nhân sự của đội được đào tạo bài bản và chuyên nghiệp, luôn duy trì sức khỏe và độ thành thạo trong hoạt động ở mức rất cao.
Đội Từ kế: Mật vụ bắt đầu sử dụng máy từ kế (dò kim loại) được hỗ trợ bởi Đơn vị Sắc phục nhằm mục đích tăng khả năng bảo vệ từ xa của Nhà Trắng sau vụ ám sát hụt Tổng thống Ronald Reagan. Nhiệm vụ của Đội Hỗ trợ dò tìm kim loại là đảm bảo mọi người không mang vũ khí khi vào khu vực do Mật vụ bảo vệ.

## Trang phục
Các Đặc vụ thường mặc trang phục của Mật vụ cho phù hợp với môi trường xung quanh, nhưng phần lớn thời gian họ vẫn mặc áo vét đen bên ngoài, áo sơ mi bên trong, quần tây dài, thắt cà vạt với đôi kính mát đen.
Đồng phục của sĩ quan thuộc Đơn vị Sắc phục là thường phục công tác của các sĩ quan cảnh sát hoặc đồng phục địa hình với áo khoác có nhận dạng bên ngoài cho thành viên tổ chống bắn tỉa, Đội Phản ứng nhanh và các sĩ quan đội K-9. Cầu tay của Đơn vị Sắc phục có dấu ấn của Tổng thống trên nền trắng và đen tùy vào loại áo.

## Tội phạm công nghệ cao

### Trong nước

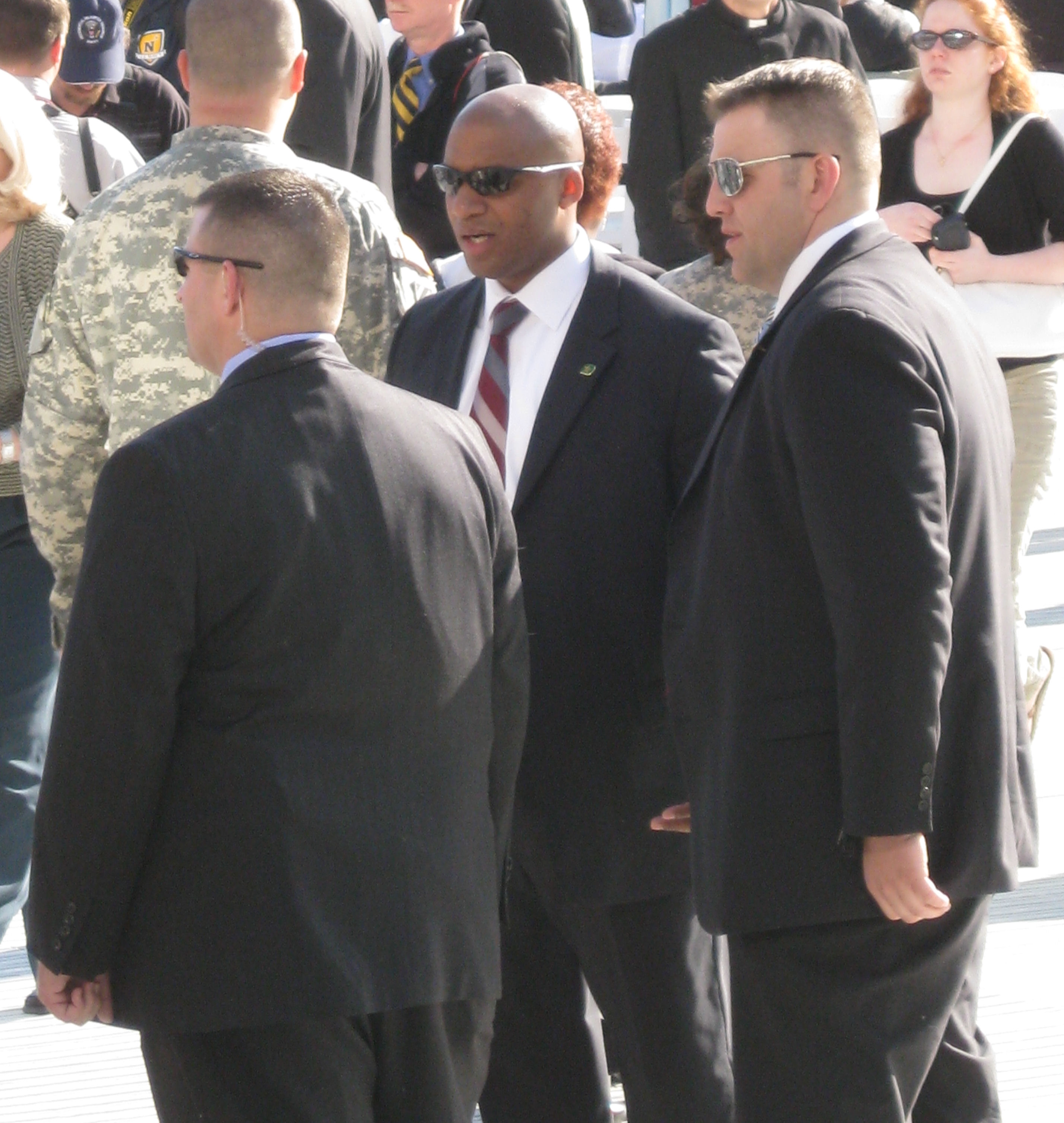
Nhân viên Mật vụ đang thực hiện nhiệm vụ

Đạo luật Ái quốc của Hoa Kỳ được Tổng thống George W. Bush ký thông qua vào ngày 26 tháng 10 năm 2001, đạo luật này cho phép Cơ quan Mật vụ thiết lập các lực lượng Phòng chống Tội phạm Công nghệ cao để điều tra và ngăn chặn các cuộc tấn công điện tử lên hệ thống tài chính và các cơ sở hạ tầng quan trọng khác trên toàn Hoa Kỳ.
Hệ thống tập trung vào những vấn đề sau: 
- Tác động đáng kể đến nền kinh tế hoặc cộng đồng,
- Các nhóm tội phạm trên toàn quốc hoặc có phạm vi vượt quốc gia.
- Tội phạm ứng dụng công nghệ mới để phạm pháp.

Hiện tại, Lực lượng Phòng chống Tội phạm Công nghệ cao có mặt ở 28 thành phố sau: 
| - Atlanta - Baltimore - Birmingham - Boston - Buffalo, New York - Charlotte - Chicago - Cleveland - Columbia, South Carolina - Dallas | - Houston - Kansas City - Las Vegas, Nevada - Los Angeles - Louisville, Kentucky - Memphis - Miami - Minneapolis - New Orleans - New York/New Jersey | - Oklahoma - Orlando - Philadelphia - Pittsburgh - San Francisco - Seattle - St. Louis - Washington, D.C. |

### Quốc tế
Cơ quan Mật vụ Hoa Kỳ đã mở rộng hoạt động của mình ra nước ngoài khi thành lập Lực lượng Phòng chống Tội phạm Công nghệ cao châu Âu tại Ý vào ngày 6 tháng 7 năm 2009 để ngăn chặn các tin tặc. Sau một năm hoạt động, cơ quan đã mở thêm chi nhánh nữa ở Vương quốc Anh.
Cả hai chi nhánh đều tập trung vào việc phòng chống và ngăn chặn ‘’các hoạt động tội phạm công nghệ cao’’ bao gồm: 
- Xâm phạm hệ thống bất hợp pháp,
- Trộm cắp dữ liệu,
- Trộm cắp nhận dạng,
- Các tội công nghệ thông tin nghiêm trọng ảnh hưởng đến cơ sở hạ tầng tài chính và các lĩnh vực quan trọng khác.

Hiện tại, lực lượng ở hải ngoại chỉ có ở các thành phố châu Âu sau: 
- Roma, Ý
- Luân Đôn, Anh

## Huấn luyện và vũ khí
Điều kiện tối thiểu để được trở thành một đặc vụ tương lai, thì người đó phải có bằng công dân Hoa Kỳ, có bằng lái còn hạn sử dụng, độ nhìn 20/20 cả hai mắt và tuổi từ 21 đến 37 tại thời điểm nhận nhiệm sở. Tuy nhiên các cựu binh được giới thiệu có quyền nộp ngay cả khi hơn 37 tuổi. Phòng Quản lý Nguồn nhân lực đã phát hành sách hướng dẫn đầy đủ.
Đơn vị Sắc phục có ba phân nhánh: An ninh Nhà Trắng, An ninh Ngoại giao và An ninh Tháp canh Thủy quân. Theo đó họ bảo đảm an toàn cho: Tổng thống, Phó Tổng thống và gia đình họ, ứng viên Tổng thống, Khu phức hợp Nhà Trắng, nhà nghỉ của Phó Tổng thống, tòa nhà Bộ Ngân khố và các tòa nhà liên hợp và khu công sứ ngoại giao ở thủ đô Washington, D.C.
Từ năm 2009, Đặc vụ và sĩ quan Đơn vị Sắc phục sẽ sử dụng súng ngắn SIG Sauer P229 với loại đạn.357 SIG, hoặc khẩu FN 5-7 với loại đạn 5.7x28mm. Các đặc vụ và sĩ quan được huấn luyện cho những trường hợp cận chiến với các loại súng như súng hơi Remington 870, súng bán tự động FN P90, súng HK MP5. Ngoài ra, họ sử dụng điện đàm Motorola và các dụng cụ khác để duy trì liên lạc và dùng mã đọc loại 1 để bảo vệ đường truyền.

## Chỉ trích về những hoạt động tại Đức
- Trong cuộc họp thượng đỉnh của nhóm G8 tại Köln năm 1999 cơ quan mật vụ Mỹ muốn chặn lưu thông nhiều giờ cả cầu Hohenzollernbrücke, nơi mà những đoàn tàu xe lửa chạy ngang nhiều nhất ở Köln. Vì sự quan trọng của nhà ga Köln là địa điểm then chốt cho việc lưu thông xe lửa cả vùng Tây Âu, việc ngăn chặn này sẽ gây ảnh hưởng nặng tới những tuyến đường cao tốc nối liền Paris, Brüssel, Köln und Amsterdam, cũng như những vùng lân cận ở Tây Đức, Hòa lan, Bỉ và Bắc Pháp. Hãng xe lửa Đức Deutsche Bahn AG với sự can thiệp của các chính trị gia thành công ngăn chặn dự định này.
- Ở Đức vào năm 2005 người ta chú ý nhiều tới Sở Mật vụ này khi Tổng thống George W. Bush viếng thăm Đức vào tháng 2 năm 2005 tại Mainz, vì những biện pháp anh ninh quá chặt chẽ tại phi trường Frankfurter Flughafen khiến 150 chuyến bay khởi hành hay đáp xuống đây bị hủy bỏ.
- Chỉ trích nặng nề nhất là vụ 2 nhân viên của Sở Mật vụ Mỹ vào tháng 3 năm 2008 không có giấp phép của cơ quan Đức đã bắt một người bị nghi ngờ là phạm tội tại phi trường Frankfurt, mà không có giấy bắt giam.[26]

## Trong phim ảnh
Mật vụ Mỹ được tái hiện rất nhiều trong phim hành động Hollywood, dưới đây là một vài phim tiêu biểu
- The Sentinel (phim) - Michael Douglas vào vai nhân viên mật vụ đang bị nghi ngờ là kẻ phản bội.
- Air Force One – Phim hành động với sự tham gia của Harrison Ford vai Tổng thống James Marshall. Một nhóm khủng bố giả làm phóng viên và xâm nhập vào chuyên cơ Không lực Một của Tổng thống và bắt giữ gia đình ông làm con tin. Trong các mật vụ của Tổng thống có một mật vụ làm gián điệp cho lực lượng khủng bố.
- 24 - Rất nhiều nhân vật và chiến dịch liên quan bên trong Cơ quan Mật vụ khi bảo vệ Tổng thống.
- Prison Break - Paul Kellerman được giới thiệu trong phim là một nhân viên mật vụ và đóng vai trò quan trọng trong âm mưu.
- Vantage Point (phim) – Cốt truyện tập trung vào vụ ám sát Tổng thống Hoa Kỳ được nhìn từ tám góc cạnh của tám con người khác nhau. Các đặc vụ hiện diện rất nhiều trong phim.
- Olympus Has Fallen: Nhà Trắng bị khủng bố từ Triều Tiên tấn công và chiếm giữ. Mật vụ Mike Banning (Gerard Butler đóng) là mật vụ duy nhất xâm nhập được vào Nhà Trắng và giải cứu Tổng thống Benjamin Asher[27]
- London Has Fallen: Khủng bố tấn công London khi lễ tang của Thủ tướng Anh để tiêu diệt các chính khách của các siêu cường trên thế giới, Tổng thống Mỹ Benjamin Asher bị khủng bố bắt giữ. Mật Vụ Mike Banning với sự giúp đỡ của một điệp viên MI6 tiến hành giải cứu Tổng thống Asher. Phim là phần tiếp theo của Olympus Has Fallen.[28]
- White House Down: Nhà Trắng bị một nhóm khủng bố bí ẩn tấn công, và chiếm giữ. Mật vụ John Cale bất đắc dĩ phải chống lại bọn khủng bố, giải cứu Tổng thống James Sawyer và con gái anh Emily Cale.[29]